# La rifa del viento
«La rifa del viento» es una canción compuesta por el músico argentino Luis Alberto Spinetta que se encuentra en el tercer track de su quinto álbum solista, Mondo di cromo de 1983. En el tema Spinetta canta y toca la guitarra y el bajo.

## El tema

### La letra
En el libro Martropía: conversaciones con Spinetta de Juan Carlos Diez, Spinetta caracteriza al tema como "inquietante..., medio yorugua (por uruguayo), medio ribereño" y cuenta que no sabía bien lo que quiso decir en esta canción, que fueron los acordes los que lo llevaron a la letra.

- Pero al margen de la afinación ¿no entendés por qué las escribiste?
-Algunos acordes, o cosas que escribí como: "no te sacrifiques mas, tu cuerpo está dispuesto y pleno", o "es que la luz te ideó junto a la nieve" ("La rifa del viento"). Aunque no entienda bien qué quise decir, ahí están esas cosas, no las puedo evitar y no suenan nada mal.
- ¿En ese tema te pasó que la misma melodía te llevó a decir esa frase, te gustó y quedó?
- Sí, sí, al encontrarle el puente con esos acordes, ¡ya está! Claro, quedó así, tranquilamente. Ese tema es inquietante, me encanta.
"Negra vení, sentate aquí, antes de que el sol consuma tu naranja abierta en la tarde [...] Tía, qué hermoso día hoy, veo que azula el horizonte gigante"... Así empieza el tema. Es medio yorugua, medio ribereño.

### La música
La música muy lenta de la canción crea un clima inquietante y a la vez cósmico. Comienza con una especie de grito cantado de Spinetta, en el que pueden notarse las raíces cósmico-folklóricas que influencian su obra, como destaca el álbum homenaje Raíz Spinetta (2014).
Spinetta toca la canción con una afinación abierta de la guitarra, que el propio Luis Alberto se consideraba incapaz de recrear:

Ahora ya no me acuerdo como se tocan porque eran diferentes open tunings y no escribí en ningún lado como afinarlas y descifrarlas es un trabajo que no me interesa hacer.
Luis Alberto Spinetta